# Heinrichswalde (Poméranie-Occidentale)
Ne doit pas être confondu avec Heinrichswalde.
Heinrichswalde est une municipalité allemande du land de Mecklembourg-Poméranie-Occidentale et l'arrondissement de Poméranie-Occidentale-Greifswald.

## Personnalités liées
- Horst Scheffler, peintre allemand y est né en 1935